# Polissena d'Este
Polissena d'Este (XV secolo) era figlia illegittima dell'abate Meliaduse d'Este (1406 - 1452), a sua volta figlio illegittimo del marchese di Ferrara Niccolò III.

## Biografia
Di Polissena non conosciamo né la data di nascita né quella di morte. Poche del resto sono le notizie sulla sua vita. Sappiamo che attorno al 1468 (1451 secondo altre fonti) sposò Giovanni Romei, conte di Bergantino e Bariano, nonché ricco commerciante ferrarese, che si imparentò così con la potente famiglia degli Este. A Giovanni, all'epoca quasi settantenne, Polissena non diede figli.
Alla morte del marito, avvenuta il 9 ottobre 1483 a Ferrara, il duca Ercole le propose di sposare un candidato indicato da Francesco Gonzaga, marchese di Mantova. Polissena gli oppose un netto diniego e fuggì con Scaramuzza Visconti, cugino di Gian Giacomo Trivulzio e condottiero al soldo dello stesso Ercole, col quale si sposò in segreto. Il gesto di Polissena venne aspramente disapprovato sia dal duca Ercole, che le tolse il proprio appannaggio, sia dalla duchessa Eleonora, la quale scrisse al marchese che il comportamento della donna doveva essere certamente dovuto alla sua condizione di figlia illegittima, che la rendeva per natura disobbediente:
(Lettera di Eleonora d'Aragona al marchese, citata in Storia di Ferrara: Il Rinascimento, situazioni e personaggi, 1987.)
Grazie all'intercessione di Ludovico Sforza, nel 1487 il duca riconobbe ufficialmente l'unione tra i due sposi e li riammise alla corte estense.
Nel Gennaio del 1491, quando la figlia del duca, Beatrice d'Este, andò in sposa al signore di Milano, Ludovico il Moro, Polissena entrò a far parte del suo seguito e rimase accanto alla giovane cugina anche negli anni a venire, tenendo informata la madre di lei Eleonora, soprattutto nei primi mesi di matrimonio, del comportamento della figlia.
L'ultima menzione che si ha di lei risale al Luglio 1494, in occasione della venuta a Milano del duca d'Orleans. Avvenne infatti che il Barone, buffone presso il Moro, fece ridere tutta la corte dicendo che Luigi d'Orleans, il quale aveva già baciato sulla bocca la giovane duchessa e molte delle belle dame del suo seguito, dopo che ebbe dovuto baciare anche la vecchia Polissena "ne fu cussì sacio che 'l non ne volse più".
Non conosciamo altro di Polissena dopo quella data, ma è comunque probabile che la sua morte sia da fare risalire a dopo quella della giovane cugina Beatrice, avvenuta al principio del 1497, in quanto se fosse morta prima ve ne sarebbe probabilmente stata menzione nell'epistolario con la corte estense.

## Ascendenza
|                                                          |   |                   | Genitori           |  |  | Nonni |  |  | Bisnonni                                       |  |  | Trisnonni                              |  |
|                                                          |   |                   |                    |  |  |       |  |  | Alberto V d'Este, marchese di Ferrara e Modena |  |  | Obizzo III d'Este, marchese di Ferrara |  |
|                                                          |   |                   |                    |  |  |       |  |  | Alberto V d'Este, marchese di Ferrara e Modena |  |  | Obizzo III d'Este, marchese di Ferrara |  |
|                                                          |   | Lippa Ariosti     |                    |  |  |       |  |  | Alberto V d'Este, marchese di Ferrara e Modena |  |  |                                        |  |
| Niccolò III d'Este, marchese di Ferrara, Modena e Reggio |   |                   |                    |  |  |       |  |  | Alberto V d'Este, marchese di Ferrara e Modena |  |  |                                        |  |
|                                                          |   | Isotta Albaresani | Alberto Albaresani |  |  |       |  |  |                                                |  |  |                                        |  |
|                                                          |   | Isotta Albaresani | Alberto Albaresani |  |  |       |  |  |                                                |  |  |                                        |  |
|                                                          |   | Isotta Albaresani | …                  |  |  |       |  |  |                                                |  |  |                                        |  |
| Meliaduse d'Este                                         |   | Isotta Albaresani |                    |  |  |       |  |  |                                                |  |  |                                        |  |
|                                                          |   | …                 | …                  |  |  |       |  |  |                                                |  |  |                                        |  |
|                                                          |   | …                 | …                  |  |  |       |  |  |                                                |  |  |                                        |  |
|                                                          |   | …                 | …                  |  |  |       |  |  |                                                |  |  |                                        |  |
| Caterina Albaresani                                      |   | …                 |                    |  |  |       |  |  |                                                |  |  |                                        |  |
|                                                          |   | …                 | …                  |  |  |       |  |  |                                                |  |  |                                        |  |
|                                                          |   | …                 | …                  |  |  |       |  |  |                                                |  |  |                                        |  |
|                                                          |   | …                 | …                  |  |  |       |  |  |                                                |  |  |                                        |  |
| Polissena d'Este                                         |   | …                 |                    |  |  |       |  |  |                                                |  |  |                                        |  |
|                                                          | … | …                 |                    |  |  |       |  |  |                                                |  |  |                                        |  |
|                                                          | … | …                 |                    |  |  |       |  |  |                                                |  |  |                                        |  |
|                                                          | … | …                 |                    |  |  |       |  |  |                                                |  |  |                                        |  |
| …                                                        | … |                   |                    |  |  |       |  |  |                                                |  |  |                                        |  |
|                                                          |   | …                 | …                  |  |  |       |  |  |                                                |  |  |                                        |  |
|                                                          |   | …                 | …                  |  |  |       |  |  |                                                |  |  |                                        |  |
|                                                          |   | …                 | …                  |  |  |       |  |  |                                                |  |  |                                        |  |
| …                                                        |   | …                 |                    |  |  |       |  |  |                                                |  |  |                                        |  |
|                                                          |   | …                 | …                  |  |  |       |  |  |                                                |  |  |                                        |  |
|                                                          |   | …                 | …                  |  |  |       |  |  |                                                |  |  |                                        |  |
|                                                          |   | …                 | …                  |  |  |       |  |  |                                                |  |  |                                        |  |
| …                                                        |   | …                 |                    |  |  |       |  |  |                                                |  |  |                                        |  |
|                                                          |   | …                 | …                  |  |  |       |  |  |                                                |  |  |                                        |  |
|                                                          |   | …                 | …                  |  |  |       |  |  |                                                |  |  |                                        |  |
|                                                          |   | …                 | …                  |  |  |       |  |  |                                                |  |  |                                        |  |
|                                                          |   | …                 |                    |  |  |       |  |  |                                                |  |  |                                        |  |

## Letteratura
Polissena è protagonista del romanzo "La vergine e l'unicorno. Polissena d'Este Romei" di Marta Malagutti Domeneghetti (2006).